# Campeonato Sudamericano de Atletismo Sub-20 de 2017
El 42do Campeonato Sudamericano de Atletismo Sub-20 fue disputado en la región de Islas Esequibo-Demerara Occidental, Guyana en el Centro Nacional de Pista y Campo entre el 3 y el 4 de junio de 2017. El evento fue organizado por la Confederación Sudamericana de Atletismo y la Federación de Atletismo de Guyana.

## Participantes
Cada país puede inscribir un máximo dos competidores por evento individual, y un equipo por evento de relevo; con un máximo de 85 participantes. Venezuela no participó.
| - Argentina - Bolivia - Brasil - Chile | - Colombia - Ecuador - Panamá - Paraguay | - Perú - Surinam - Uruguay |

## Medallero final
| #     | País      | Medalla de oro, América del Sur | Medalla de plata, América del Sur | Medalla de bronce, América del Sur | Total |
| ----- | --------- | ------------------------------- | --------------------------------- | ---------------------------------- | ----- |
| 1     | Brasil    | 18                              | 11                                | 3                                  | 32    |
| 2     | Ecuador   | 6                               | 2                                 | 1                                  | 9     |
| 3     | Colombia  | 5                               | 7                                 | 6                                  | 18    |
| 4     | Perú      | 4                               | 5                                 | 6                                  | 15    |
| 5     | Guyana    | 3                               | 10                                | 12                                 | 25    |
| 6     | Argentina | 3                               | 1                                 | 6                                  | 10    |
| 7     | Chile     | 1                               | 3                                 | 2                                  | 6     |
| 8     | Surinam   | 1                               | 2                                 | 2                                  | 5     |
| 9     | Uruguay   | 0                               | 0                                 | 2                                  | 2     |
| Total | Total     | 41                              | 41                                | 40                                 | 132   |